# 端場村
端場村（はばむら）は、和歌山県伊都郡にあった村。現在の橋本市高野口町伏原の南東の一角にあたる。

## 地理
- 河川：紀の川

## 歴史
- 1889年（明治22年）4月1日 - 町村制の施行により、近世以来の端場村が単独で自治体を形成。
- 1952年（昭和27年）1月1日 - 応其村に編入。同日端場村廃止。同村大字伏原の一部となる。